# Patrycja Waszczuk
Patrycja Waszczuk (Lublino, 17 giugno 2003) è una scacchista polacca.
Diventò Maestro FIDE nel 2019. Nell'ottobre 2020, è stata squalificata per 2 anni per cheating. Il suo punteggio massimo è stato di 2321 punti che ha ottenuto nel aprile 2020.

## Principali risultati
- Campionato europeo giovanile di scacchi - Under 16: 1º posto (2019)
- Campionato polacco di scacchi: 7º posto (2020)